# Euparixia moseri
Euparixia moseri är en skalbaggsart som beskrevs av Robert E. Woodruff och Cartwright 1967. Euparixia moseri ingår i släktet Euparixia och familjen Aphodiidae. Inga underarter finns listade i Catalogue of Life.